# Allington (Bulford, Allington and Figheldean)
Allington – wieś i civil parish w Anglii, w hrabstwie Wiltshire, w dystrykcie (unitary authority) Wiltshire. Leży 11 km na północny wschód od miasta Salisbury i 117 km na zachód od Londynu. W 2011 roku civil parish liczyła 493 mieszkańców. Allington jest wspomniana w Domesday Book (1086) jako Al(l)entone.